# Seilin saaristo
Seilin saaristo este o arie protejată (arie specială de conservare — SAC, sit de importanță comunitară — SCI, arie de protecție specială avifaunistică — SPA) din Finlanda întinsă pe o suprafață de 4.687 ha, integral pe uscat.

## Localizare
Centrul sitului Seilin saaristo este situat la coordonatele 60°14′24″N 21°56′54″E / 60.24°N 21.9483°E.

## Înființare
Situl Seilin saaristo a fost declarat sit de importanță comunitară în august 1998 pentru a proteja 1 specie de plante și 13 specii de animale. Alte tipuri de protecție:
- arie de protecție specială avifaunistică (în august 1998)[2]
- arie specială de conservare (în aprilie 2015)[1][3][4]

## Biodiversitate
Situată în ecoregiunea boreală, aria protejată conține 17 habitate naturale: Lagune de coastă, Recifuri, Vegetație anuală la limita mareei, Faleze cu vegetație de pe coastele atlantice și baltice, Pășuni de coastă din Baltica boreală, Litoraluri nisipoase din Baltica boreală cu vegetație perenă, Pajiști fino-scandinave uscate până la mezice, bogate în specii de altitudine mică, Fânețe de joasă altitudine (Alopecurus pratensis, Sanguisorba officinalis), Pante stâncoase calcaroase cu vegetație casmofită, Pante stâncoase silicioase cu vegetație casmofită, Taiga vestică, Păduri fino-scandinave bogate în ierburi cu Picea abies, Pășuni din zone de pădure fino-scandinave, Mlaștini împădurite, Păduri naturale în etape succesive primare ale suprafețelor emergente de coastă, Insulițe și insule mici din Baltica boreală, Vegetație perenă pe țărmurile stâncoase.
La baza desemnării sitului se află mai multe specii protejate:
- plante (1): Buxbaumia viridis
- păsări (13): minunița (Aegolius funereus), cocoșul de mesteacăn (Bonasa bonasia), buha (Bubo bubo), caprimulg (Caprimulgus europaeus), ciocănitoare neagră (Dryocopus martius), sfrâncioc roșiatic (Lanius collurio), Larus fuscus fuscus, ciocârlie de pădure (Lullula arborea), rață catifelată (Melanitta fusca), ciocănitoare verzuie (Picus canus), chiră de baltă (Sterna hirundo), Sterna paradisaea, fluierarul cu picioare roșii (Tringa totanus)

Pe lângă speciile protejate, pe teritoriul sitului au mai fost identificate 11 specii de plante, 6 specii de nevertebrate.